# Gerhard Prinzing
Gerhard Prinzing (Rettenberg, 22 aprile 1943 – Sonthofen, 13 ottobre 2018) è stato uno sciatore alpino tedesco che gareggiò per la nazionale tedesca occidentale.

## Biografia
Sciatore polivalente originario di Kranzegg di Rettenberg e fratello di Christa, a sua volta sciatrice alpina, Prinzing debuttò in campo internazionale in occasione del trofeo Arlberg-Kandahar 1964 (Garmisch-Partenkirchen, 14-16 febbraio), dove si classificò 20º nello slalom speciale e 19º nella combinata; ai Mondiali di Portillo 1966, sua prima presenza iridata, si piazzò 33º nella discesa libera e 37º nello slalom gigante.
In Coppa del Mondo esordì nella stagione inaugurale del circuito, il 6 gennaio 1967 a Berchtesgaden in slalom gigante (21º), e conquistò il miglior risultato l'8 gennaio 1968 ad Adelboden nella medesima specialità (10º); ai successivi X Giochi olimpici invernali di Grenoble 1968, sua unica presenza olimpica, si classificò 7º nella discesa libera e non completò lo slalom gigante. Prese per l'ultima volta il via in Coppa del Mondo il 1º febbraio 1970 a Garmisch-Partenkirchen in discesa libera arrivando 18º, suo ultimo piazzamento agonistico.

## Palmarès

### Coppa del Mondo
- Miglior piazzamento in classifica generale: 45º nel 1968

### Campionati tedeschi
- 8 medaglie (dati parziali):
  - 1 oro (combinata nel 1968)[8]
  - 7 argenti[2] (tra i quali: discesa libera, combinata nel 1965[9])